# Crotalaria cleomifolia
Crotalaria cleomifolia är en ärtväxtart som beskrevs av John Gilbert Baker. Crotalaria cleomifolia ingår i släktet sunnhampor, och familjen ärtväxter. Inga underarter finns listade i Catalogue of Life.